# Jovan Uglješa
Jovan Uglješa (serbe : Јован Угљеша, bulgare : Иван / Йоан Углеша), frère de Vukašin Mrnjavčević, est un despote serbe de Serrès à partir d'août-septembre 1365 quand il succède à Helena, la veuve de Stefan Dušan. Il est tué le 26 septembre 1371 à la bataille de la Maritsa.